# 斯特姆海灘 (科羅拉多州)
斯特姆海灘（英語：Stem Beach）是位於美國科羅拉多州普韋布洛縣的一個人口普查指定地區。

## 地理
斯特姆海灘的座標為38°09′50″N 104°38′37″W / 38.16389°N 104.64361°W，而該地最高點為海拔高度1513米（即4964英尺）。

## 人口
根據2010年美國人口普查的數據，斯特姆海灘的面積為5.00平方千米，當中陸地面積為5.00平方千米，而水域面積為5.00平方千米。當地共有人口500人，而人口密度為每平方千米100人。